# James Orchard Halliwell-Phillipps
James Orchard Halliwell-Phillipps, (nato James Orchard Halliwell) (Londra, 21 giugno 1820 – East Sussex, 3 gennaio 1889), è stato un bibliografo e storico letterario britannico.

## Biografia
Figlio di Thomas Halliwell, James Orchard nacque a Londra e studiò privatamente al Jesus College di Cambridge. Si interessò di antiquariato, specialmente nell'ambito della prima letteratura inglese e, tra il 1836 e il 1837, all'età di sedici anni, scrisse 47 articoli per The Parthenon. A Weekly Journal of English and Foreign Literature, the Arts, and Sciences. Nel 1839 pubblicò Sir John Mandeville's Travels. Nel 1842 licenziò il suo Account of the European manuscripts in the Chetham Library e fece pubblicare un romanzo metrico del XV secolo da poco rinvenuto (Torrent of Portugal).
Mentre si trovava a Cambridge nel 1841, Halliwell dedicò il suo Reliquae Antiquae a Sir Thomas Phillipps, noto per la sua bibliomania. Quando Phillipps invitò Halliwell nella sua tenuta di Middle Hill, quest'ultimo fece la conoscenza della figlia di Phillips, Henrietta, a cui fece una proposta di matrimonio. Benché Phillips non avesse voluto acconsentire alla loro unione in quanto Halliwell era stato accusato di aver rubato dei manoscritti nel Trinity College di Cambridge, i due riuscirono comunque a sposarsi.
Nel 1842, Halliwell pubblicò la prima edizione di Nursery Rhymes of England, seguita da Nursery Rhymes and Nursery Tales, contenente la prima versione stampata de I tre porcellini e il canto natalizio Twelve Days of Christmas.
Nel 1848, Halliwell pubblicò una biografia di Shakespeare con illustrazioni di John Thomas Blight di cui uscirono diverse edizioni. A partire dagli anni settanta del secolo, Halliwell smise di occuparsi di critica testuale e iniziò a scrivere libri dedicati alla vita di Shakespeare come Outlines of the Life of Shakespeare (1881). Halliwell permise allo Shakespeare Birthplace Trust di Stratford-upon-Avon di acquisire New Place, e contribuì a fondare un museo locale dedicato a Shakespeare.
Nel 1872, Halliwell assunse anche il nome "Phillips" per volere del nonno della prima moglie Henrietta. Frequentò assiduamente società editrici come la Camden Society, la Percy Society e la Shakespeare Society, per la quale pubblicò molte opere di letteratura inglese medievali e di epoca elisabettiana. Halliwell morì il 3 gennaio 1889 e fu sepolto nel cimitero di Patcham, vicino a Hollingbury, nell'East Sussex. I libri in suo possesso furono donati alla biblioteca di Chetham (Manchester), alla biblioteca di Morrab (Penzance), alla Smithsonian Institution e all'Università di Edimburgo.

## Controversie
Halliwell fu spesso oggetto di critiche. Egli aveva infatti l'abitudine detestata dai bibliofili di tagliare le pagine di tomi del diciassettesimo secolo e incollarle nei suoi quaderni di appunti. Durante la sua vita, Halliwell distrusse 800 libri e ne ritagliò 3 600.
Secondo un bibliografo e professore dell'Università di Harvard di nome William A. Jackson, Halliwell avrebbe rubato una rarissima edizione dell'Amleto in possesso di Sir Phillipps, ne avrebbe strappato il frontespizio, che presentava la firma del proprietario, e lo avrebbe venduto.
Dopo essere stato accusato di aver rubato dei manoscritti dalla biblioteca del Trinity College di Cambridge, Halliwell non ebbe più modo di accedere agli archivi del British Museum a partire dal 1845. Durante lo stesso anno, egli descrisse la vicenda su un documento.

## Opere (elenco parziale)
- Shakesperiana, 1841
- Cambridge Jokes: From the Seventeenth to the Twentieth Century. Thomas Stevenson, Tilt and Bogue, 1842
- The nursery rhymes of England : obtained principally from oral tradition, 1842
- A Dictionary of Archaic & Provincial Words, Obsolete Phrases, Proverbs & Ancient Customs, From the Fourteenth Century, 1841-7
- Popular Rhymes and Nursery Tales: A Sequel to the Nursery Rhymes of England, 1849
- A Calendar of the Records at Stratford-on-Avon, 1863
- A History of New Place, 1864
- An Historical Account of the New Place, Stratford-Upon-Avon, the Last Residence of Shakespeare, 1864
- A Hand-Book Index to the Works of Shakespeare: Including References to the Phrases, Manners, Customs, Proverbs, Songs, Particles, &c., Which Are Used or Alluded to by the Great Dramatist. J.E. Adlard, 1866
- Outlines of the Life of Shakespeare, 1881